# Norm Grabowski
Pour les articles homonymes, voir Grabowski.
Norm Grabowski (né le 5 février 1933 à Irvington (New Jersey) - mort le 12 octobre 2012 à Cassville (Missouri)) est un constructeur de hot rods et acteur américain d'origine polonaise.

## Biographie
En 1952, après avoir effectué son service militaire il construit son premier hot rod à base d'une Ford T raccourcie de 1922 accouplée à une Ford A, il équipe ce véhicule d'un moteur puissant de la Cadillac de ses parents. Il obtient ainsi une voiture d'apparence exceptionnelle qui inspira des nombreux hot rods. Elle fait la couverture du Hot Rod Magazine en octobre 1955. La voiture subit ensuite quelques modifications, la garde au sol est rehaussée, le pare-brise inclinée, elle est également repeinte en bleu avec des flammes. Ainsi modifiée elle fait la une du Car Craft magazine en avril 1957 et de l'hebdomadaire Life du 29 avril 1957.
Le hot rod de type T-bucket construit par Grabowski devient célèbre sous le nom de Kookie Kar grâce à la série télévisée policière 77 Sunset Strip dont le propriétaire est le personnage de Kookie joué par Edd Byrnes.
Les véhicules de Grabowski rendus célèbres par des magazines sont loués pour tourner des films et lui ouvrent la voie à une carrière de cinéma. Il débute à la télévision dans la série Dobie Gillis et fait ses premiers pas sur le grand écran en 1958 dans le film Jeunesse droguée. Il continue à jouer dans les années 1960 et 1970 pour mettre un terme à sa carrière après le tournage de L'Équipée du Cannonball en 1980.
Norm Grabowski meurt le 12 octobre 2012 à l'âge de 79 ans.

## Filmographie

### Cinéma
- 1958 Jeunesse droguée
- 1959 Les Beatniks
- 1959 Le témoin doit être assassiné
- 1959 Girls Town
- 1960 College Confidential
- 1960 Sex Kittens Go to College
- 1964 Les Mésaventures de Merlin Jones
- 1964 L'Homme à tout faire
- 1965 Un neveu studieux
- 1966 La Stripteaseuse effarouchée
- 1966 Out of Sight
- 1968 Le Fantôme de Barbe-Noire
- 1974 La Tour infernale
- 1978 La Fureur du danger
- 1980 L'Équipée du Cannonball

### Télévision
- 1959 - 1963 Dobie Gillis
- 1966 - 1968 The Monkees
- 1966 - 1968 Batman